# Ватанабэ, Юта
Юта Ватана́бэ (яп. 渡邊 雄太 Ватанабэ Юта, ромадзи: Yuta Watanabe; род. 13 октября 1994, Кагава) — японский баскетболист, лёгкий форвард, игрок сборной Японии.

## Биография

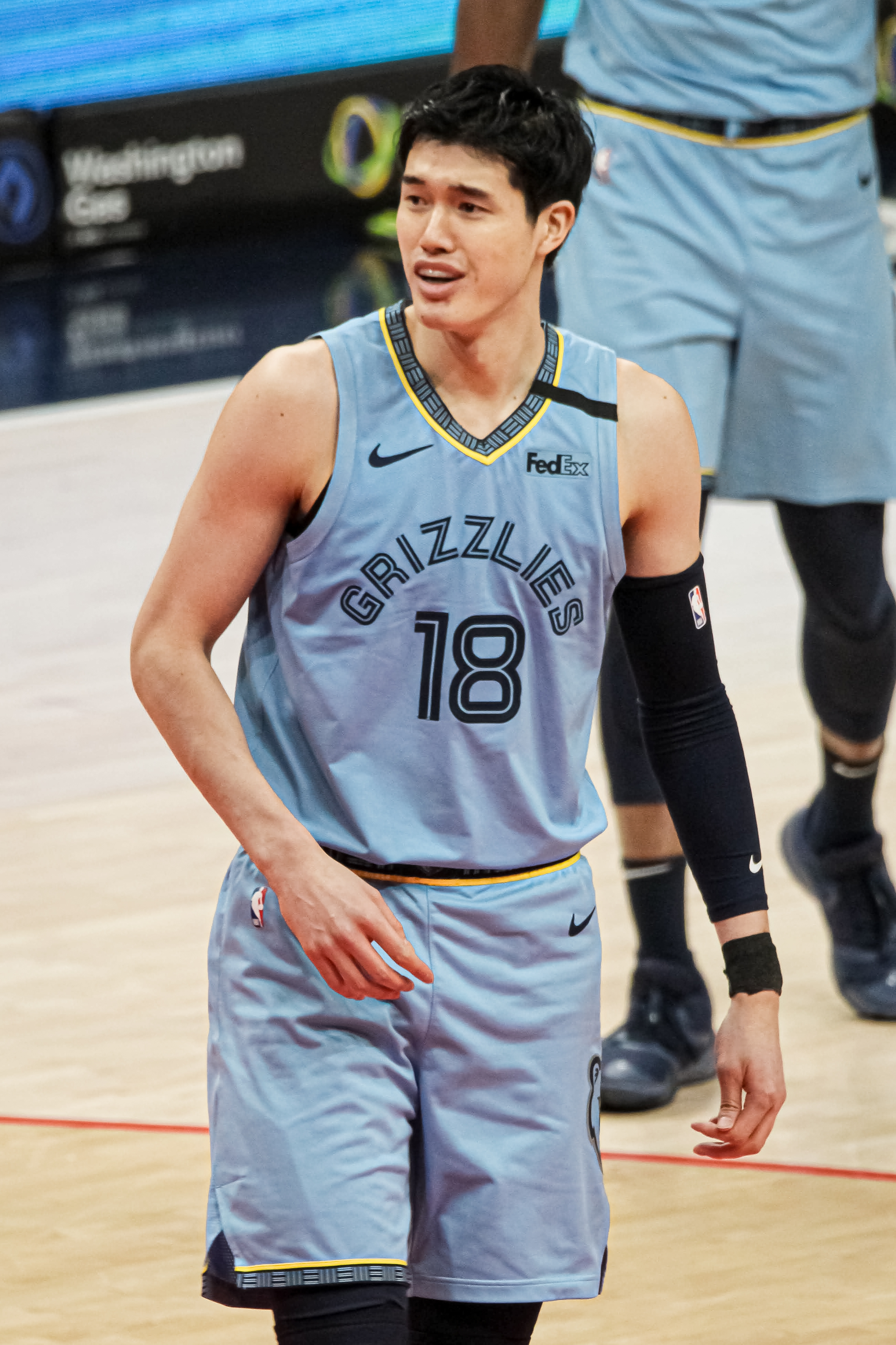

Родился в 1994 году в Кагаве в семье, где увлечение баскетболом было традицией. И отец, и мать Юты играли в высших баскетбольных лигах страны, мать также представляла национальную сборную Японии. Сестра Юты, Юки, тоже играла в баскетбол в национальном первенстве Японии. В 2010 и 2011 годах Юта дважды приводил сборную своей школы «Дзинсэй Гакуэн» ко второму месту в школьном чемпионате Японии. В 18 лет начал выступления за мужскую сборную Японии, с которой в 2013 году занял 3-е место в чемпионате Восточной Азии и девятое — в чемпионате Азии. Успешная игра принесла молодому баскетболисту в японской прессе прозвище «Избранный», а его уровень позволял надеяться на успешную карьеру в американских вузах и затем, возможно, в НБА.
Последний год школьного образования, 2013/14, провёл в США, где окончил школу Св. Томаса Мора в Коннектикуте. Выступая за школьную сборную, набирал за игру в среднем по 13 очков и 6 подборов, одержал с ней 26 побед при 8 поражениях и дошёл до финала национального чемпионата США среди подготовительных школ, в котором принёс команде 25 очков.
По окончании школы поступил в Университет Джорджа Вашингтона, став лишь четвёртым в истории игроком из Японии, выступающим в I дивизионе NCAA. Играл за сборную университета все четыре года учёбы, с 2014 по 2018 год, в общей сложности провёл за неё 134 игры (2-й результат за историю этого вуза). В последний год учёбы, в сезоне 2017/18, признан лучшим игроком защиты конференции Atlantic 10. В среднем за время выступлений набирал 10,9 очка и 4,5 подбора за игру, в последний год — соответственно, 16,3 и 6,1. По количеству блок-шотов (147) занимал второе место за историю баскетбольной команды университета.
В драфте НБА 2018 года выбран не был, но получил приглашение в летнюю лигу НБА, где играл за «Бруклин Нетс», провёл 5 матчей, где набирал в среднем по 9,4 очка, 4,2 подбора и 1,6 блок-шота. После этого подписал двусторонний контракт (предусматривающий выступления за команду НБА и её фарм-клуб) с клубом НБА «Мемфис Гриззлис». 28 октября 2018 года впервые принял участие в матче НБА, сыграв 4 минуты в победном для «Гриззлис» матче, забив два штрафных и сделав два подбора. Таким образом, Ватанабэ став вторым японским баскетболистом в истории лиги после Юты Табусэ, который провёл в 2004 году 4 матча за «Финикс Санз».
В следующие два сезона японец попеременно выступал за «Гриззлис» и их фарм-клуб в Джи-Лиге «Мемфис Хастл». Всего он сыграл в 33 матчах «Гриззлис», в среднем принося команде за 8,5 минут игры 2,3 очка и 1,5 подбора. В сезоне 2019/20 он за 18 матчей в НБА набирал в среднем 2 очка и делал 1,1 подбора, проводя на площадке около шести минут. В 22 матчах в Джи-Лиге он в среднем набирал по 17 очков и делал 5,7 подбора. В 2019 году в составе сборной Японии Ватанабэ принял участие в чемпионате мира. Его команда не сумела выиграть ни одного матча, но сам Ватанабэ продемонстрировал высокий класс игры в заключительной встрече против сборной Черногории, набрав в ней 34 очка и 9 подборов.
В декабре 2020 года, перед началом сезона 2020/21 с Ватанабэ подписал двусторонний контракт клуб НБА «Торонто Рэпторс». В марте 2021 года издание Sports Illustrated сообщило, что майки «Рэпторс» с номером и именем Ватанабэ занимают первое место среди всей продаваемой в Японии продукции НБА. Японец стал постоянно появляться на площадке в матчах НБА. В апреле 2021 года, вскоре после того, как Ватанабэ набрал 21 очко в игре против «Орландо Мэджик», условия его контракта были изменены — вместо двустороннего с ним был подписан полный стандартный контракт.
28 августа 2022 года Ватанабэ подписал контракт с «Бруклин Нетс» в качестве свободного агента. В ноябре 2022 года Ватанабэ возглавил НБА по проценту попаданий с трехочковых бросков в сезоне 2022/2023.
Начав сезон 2023/2024 в «Финикс Санс», японец в феврале 2024 года был обменян в «Мемфис» в рамках трёхсторонней сделки, в которой участвовал также «Бруклин», и до конца регулярного сезона провёл с «Гриззлис» пять матчей, часто пропуская игры по личным причинам. Сумма его годичного контракта с «Гризлис» составила 2,3 млн долларов, но в межсезонье Ватанабэ отказался от реализации опции на дополнительный сезон, гарантировавшей повышение зарплаты до 2,6 миллиона. Вместо этого он объявил, что в следующем году будет выступать на родине, так как это важно для его психического здоровья.

## Статистика

### Статистика в НБА
| Сезон                                                                                    | Команда | Регулярный сезон | Регулярный сезон | Регулярный сезон | Регулярный сезон | Регулярный сезон | Регулярный сезон | Регулярный сезон | Регулярный сезон | Регулярный сезон | Регулярный сезон | Регулярный сезон | Серия плей-офф | Серия плей-офф | Серия плей-офф | Серия плей-офф | Серия плей-офф | Серия плей-офф | Серия плей-офф | Серия плей-офф | Серия плей-офф | Серия плей-офф | Серия плей-офф |
| Сезон                                                                                    | Команда | GP               | GS               | MPG              | FG%              | 3P%              | FT%              | RPG              | APG              | SPG              | BPG              | PPG              | GP             | GS             | MPG            | FG%            | 3P%            | FT%            | RPG            | APG            | SPG            | BPG            | PPG            |
| ---------------------------------------------------------------------------------------- | ------- | ---------------- | ---------------- | ---------------- | ---------------- | ---------------- | ---------------- | ---------------- | ---------------- | ---------------- | ---------------- | ---------------- | -------------- | -------------- | -------------- | -------------- | -------------- | -------------- | -------------- | -------------- | -------------- | -------------- | -------------- |
| 2018/19                                                                                  | Мемфис  | 15               | 0                | 11,6             | 29,4             | 12,5             | 70,0             | 2,1              | 0,5              | 0,3              | 0,1              | 2,6              | Не участвовал  | Не участвовал  | Не участвовал  | Не участвовал  | Не участвовал  | Не участвовал  | Не участвовал  | Не участвовал  | Не участвовал  | Не участвовал  | Не участвовал  |
| 2019/20                                                                                  | Мемфис  | 18               | 0                | 5,8              | 44,1             | 37,5             | 37,5             | 1,1              | 0,3              | 0,3              | 0,1              | 2,0              | Не участвовал  | Не участвовал  | Не участвовал  | Не участвовал  | Не участвовал  | Не участвовал  | Не участвовал  | Не участвовал  | Не участвовал  | Не участвовал  | Не участвовал  |
| 2020/21                                                                                  | Торонто | 50               | 4                | 14,5             | 43,9             | 40,0             | 82,8             | 3,2              | 0,8              | 0,5              | 0,4              | 4,4              | Не участвовал  | Не участвовал  | Не участвовал  | Не участвовал  | Не участвовал  | Не участвовал  | Не участвовал  | Не участвовал  | Не участвовал  | Не участвовал  | Не участвовал  |
| 2021/22                                                                                  | Торонто | 38               | 4                | 11,7             | 40,6             | 34,2             | 60,0             | 2,4              | 0,6              | 0,3              | 0,4              | 4,3              | 4              | 0              | 2,5            | 33,3           | 0,0            | -              | 0,0            | 0,0            | 0,0            | 0,0            | 1,0            |
| 2022/23                                                                                  | Бруклин | 58               | 1                | 16,0             | 49,1             | 44,4             | 72,3             | 2,4              | 0,8              | 0,4              | 0,3              | 5,6              | 1              | 0              | 5,0            | 50,0           | 50,0           | 0,0            | 1,0            | 0,0            | 0,0            | 0,0            | 3,0            |
| 2023/24                                                                                  | Финикс  | 29               | 0                | 13,2             | 36,1             | 32,0             | 66,7             | 1,6              | 0,3              | 0,3              | 0,2              | 3,6              | Не участвовал  | Не участвовал  | Не участвовал  | Не участвовал  | Не участвовал  | Не участвовал  | Не участвовал  | Не участвовал  | Не участвовал  | Не участвовал  | Не участвовал  |
| 2023/24                                                                                  | Мемфис  | 5                | 0                | 16,4             | 31,6             | 10,0             | 0,0              | 1,8              | 1,0              | 0,6              | 0,0              | 2,6              | Не участвовал  | Не участвовал  | Не участвовал  | Не участвовал  | Не участвовал  | Не участвовал  | Не участвовал  | Не участвовал  | Не участвовал  | Не участвовал  | Не участвовал  |
|                                                                                          | Всего   | 213              | 9                | 13,3             | 42,6             | 37,0             | 67,5             | 2,3              | 0,6              | 0,4              | 0,3              | 4,2              | 5              | 0              | 3,0            | 37,5           | 33,3           | 0,0            | 0,2            | 0,0            | 0,0            | 0,0            | 1,4            |
| Наведите курсор мыши на аббревиатуры в заголовке таблицы, чтобы прочесть их расшифровку. |         |                  |                  |                  |                  |                  |                  |                  |                  |                  |                  |                  |                |                |                |                |                |                |                |                |                |                |                |

### Статистика в NCAA
| Сезон | Команда          | Conf  | Class | GP  | GS  | MPG  | FG%  | 3P%  | FT%  | RPG | APG | SPG | BPG | PPG  |
| --- | ---------------- | ----- | ----- | --- | --- | ---- | ---- | ---- | ---- | --- | --- | --- | --- | ---- |
| 2014/15 | Джордж Вашингтон | A-10  | FR    | 35  | 10  | 22,5 | 38,4 | 34,8 | 83,1 | 3,5 | 0,6 | 0,4 | 0,6 | 7,4  |
| 2015/16 | Джордж Вашингтон | A-10  | SO    | 38  | 37  | 27,7 | 42,2 | 30,6 | 70,7 | 4,0 | 1,4 | 0,6 | 1,1 | 8,4  |
| 2016/17 | Джордж Вашингтон | A-10  | JR    | 28  | 27  | 35,1 | 44,4 | 31,4 | 81,7 | 4,8 | 2,5 | 1,1 | 1,1 | 12,2 |
| 2017/18 | Джордж Вашингтон | A-10  | SR    | 33  | 33  | 36,6 | 43,7 | 36,4 | 80,7 | 6,1 | 1,6 | 0,8 | 1,6 | 16,3 |
| Всего | Всего            | Всего | Всего | 134 | 107 | 30,1 | 42,5 | 33,7 | 78,8 | 4,5 | 1,5 | 0,7 | 1,1 | 10,9 |
| Наведите курсор мыши на аббревиатуры в заголовке таблицы, чтобы прочесть их расшифровку Статистика приведена с сайта sports-reference.com |                  |       |       |     |     |      |      |      |      |     |     |     |     |      |

### Сборная Японии
| ЧА 2013 | 4 | 8,5  | 8/18  | 44,4 | 8/16  | 50,0 | 0/2  | 0    | 5/7   | 71,4 | 0,3 | 1,0 | 1.3 | 0,5 | 1,0 | 0,5 | 0,3 | 0,3 | 21 | 5,3  |
| ЧМ 2019 | 5 | 32,4 | 25/56 | 44,6 | 23/43 | 53,5 | 2/13 | 15,4 | 26/28 | 92,9 | 1,0 | 4,6 | 5,6 | 1,6 | 0,2 | 0,8 | 0,4 | 1,8 | 78 | 15,6 |
| Наведите курсор мыши на аббревиатуры в заголовке таблицы, чтобы прочесть их расшифровку. Данные на 30 декабря 2010. |   |      |       |      |       |      |      |      |       |      |     |     |     |     |     |     |     |     |    |      |